# Квелиашвили, Шота Михайлович
Шота Михайлович Квелиашвили (1 января 1938 — 25 апреля 2004) — советский стрелок, призёр Олимпийских игр. Заслуженный мастер спорта СССР (1964).

## Биография
Родился в 1938 году в Тбилиси.
В 1964 году на Олимпийских играх в Токио он завоевал серебряную медаль в стрельбе из винтовки с трёх положений на дистанции 300 м. В 1968 году принял участие в Олимпийских играх в Мехико, где в этой же дисциплине стал 4-м.
Окончил Тбилисский государственный университет.